# Hong Cha-ok
Hong Cha-ok (kor. 홍차옥; ur. 10 marca 1970) – południowokoreańska tenisistka stołowa, brązowa medalistka olimpijska, dwukrotna medalistka mistrzostw świata.
Dwukrotnie wzięła udział w letnich igrzyskach olimpijskich. W 1988 roku na igrzyskach w Seulu zajęła ósme miejsce w grze pojedynczej, a cztery lata później na igrzyskach w Barcelonie zdobyła brązowy medal olimpijski w grze podwójnej (wspólnie z Hyun Jung-hwa).
Zdobyła dwa medale mistrzostw świata w grze drużynowej – w 1991 roku złoty, a w 1993 roku brązowy. W 1990 roku zdobyła trzy medale igrzysk azjatyckich (po jednym z każdego koloru), a w 1988 i 1990 roku trzy medale mistrzostw Azji (dwa złote w drużynie i jeden brązowy w deblu).